# Fglrx
fglrx (англ. FireGL and Radeon for X) — драйвер операционной системы Linux для видеоадаптеров Radeon и FireGL канадской фирмы ATI (с 2006 — в составе американской AMD).
Драйвер содержит свободный и открытый исходный код наряду с проприетарными и закрытыми частями.
Поддержка AMD/ATI в Linux весьма критикуется в течение последних[каких?] нескольких лет. Причины для этого разные: начиная с проблем со стабильностью и производительностью и заканчивая недостаточной гибкостью настроек. Как следствие этого, проприетарные драйверы AMD/ATI воспринимаются не слишком благожелательно.
Статус драйвера со временем улучшился благодаря стараниям AMD работать в сотрудничестве с разработчиками приложений, но как ожидается, это будет довольно медленный процесс. По состоянию на август 2009 года множество известных проблем все ещё не было исправлено: воспроизведение видео иногда вызывает проблемы с качеством и стабильностью, особенно в Xine 2D-бенчмарки показывают, что карты AMD, использующие эти драйверы, на два порядка медленнее, чем конкурирующие карты от NVIDIA, в таких базовых задачах, как например, обработка текста, делая даже графические консоли ощутимо медленнее. Ускорение эффектов рабочего стола поддерживается лишь частично, также нет поддержки ряда возможностей, как например, альфа-размытие. На GNOME3 при использовании этого драйвера появляются артефакты. Драйверы от AMD для Linux весьма неэффективны и существенно проигрывают в сравнении с её же драйверами для Windows.
Однако с выхода версии 12.4 поддержка и эффективность драйверов заметно улучшилась.
В качестве альтернативы для карт производства AMD существует несколько драйверов с открытым исходным кодом.